# 3940 Ларіон
3940 Ларіон (3940 Larion) — астероїд головного поясу, відкритий 27 березня 1973 року.
Тіссеранів параметр щодо Юпітера — 3,755.